# Blomesche Wildnis
Blomesche Wildnis – miejscowość i gmina w Niemczech, w kraju związkowym Szlezwik-Holsztyn, w powiecie Steinburg, wchodzi w skład urzędu Horst-Herzhorn.

## Osoby urodzone w Blomesche Wildnis
- Willi Holdorf - lekkoatleta